# 常安澪
常安 澪（つねやす みお、2001年9月8日 - ）は、東京都出身のサッカー選手。マレーシア・スーパーリーグ・ヌグリ・スンビランFC所属。ポジションはMF。

## 来歴
和田ブルドックSC、東京杉並ソシオFC U15、川崎フロンターレU-18を経て東海学園大学に進学。2023年9月、翌年からのガイナーレ鳥取入団内定と共に同年の特別指定選手に承認された。
2024年より、ガイナーレ鳥取へ正式に加入。
2025年7月4日、マレーシア・スーパーリーグ（マレーシア1部）のヌグリ・スンビランFCへの期限付き移籍が発表された。

## 所属クラブ
- 和田ブルドックSC（杉並区立和田小学校）
- 東京杉並ソシオFC U15（杉並区立和田中学校）
- 2017年 - 2019年 川崎フロンターレU-18（目黒日本大学高等学校）
- 2020年 - 2023年 東海学園大学サッカー部
  - 2023年9月 - 12月  ガイナーレ鳥取（特別指定選手）
- 2024年 -  ガイナーレ鳥取
  - 2025年7月 -  ヌグリ・スンビランFC（期限付き移籍）

## 個人成績
| 国内大会個人成績 | 国内大会個人成績 | 国内大会個人成績 | 国内大会個人成績 | 国内大会個人成績 | 国内大会個人成績 | 国内大会個人成績 | 国内大会個人成績 | 国内大会個人成績 | 国内大会個人成績 | 国内大会個人成績 | 国内大会個人成績 |
| 年度             | クラブ           | 背番号           | リーグ           | リーグ戦         | リーグ戦         | リーグ杯         | リーグ杯         | オープン杯       | オープン杯       | 期間通算         | 期間通算         |
| 年度             | クラブ           | 背番号           | リーグ           | 出場             | 得点             | 出場             | 得点             | 出場             | 得点             | 出場             | 得点             |
| 日本             | 日本             | 日本             | 日本             | リーグ戦         | リーグ戦         | リーグ杯         | リーグ杯         | 天皇杯           | 天皇杯           | 期間通算         | 期間通算         |
| ---------------- | ---------------- | ---------------- | ---------------- | ---------------- | ---------------- | ---------------- | ---------------- | ---------------- | ---------------- | ---------------- | ---------------- |
| 2023             | 鳥取             | 27               | J3               | 5                | 0                | -                | -                | -                | -                | 5                | 0                |
| 2024             | 鳥取             | 20               | J3               | 14               | 0                | 1                | 0                | 1                | 0                | 16               | 0                |
| 2025             | 鳥取             | 20               | J3               | 2                | 0                | 1                | 0                | 1                | 0                | 4                | 0                |
| マレーシア       | マレーシア       | マレーシア       | マレーシア       | リーグ戦         | リーグ戦         | マレーシア杯     | マレーシア杯     | FA杯             | FA杯             | 期間通算         | 期間通算         |
| 2025-26          | ヌグリ           |                  | Sリーグ          |                  |                  |                  |                  |                  |                  |                  |                  |
| 通算             | 日本             | 日本             | J3               | 21               | 0                | 2                | 0                | 2                | 0                | 25               | 0                |
| 通算             | マレーシア       | マレーシア       | Sリーグ          |                  |                  |                  |                  |                  |                  |                  |                  |
| 総通算           | 総通算           | 総通算           | 総通算           | 21               | 0                | 2                | 0                | 2                | 0                | 25               | 0                |

出場歴
- Jリーグ初出場 - 2023年9月9日 J3第26節 Y.S.C.C.横浜戦 (Axisバードスタジアム)
- Jリーグ初得点 -